# Народна архітектура
Народна архітектура — неперсоніфікована архітектура, генеза якої підпорядкована природним факторам замість смакових переваг і модних тенденцій. Поняття належить до будь-якої епохи і будь-якої культури, охоплює різновиди житлових, господарських будівель. Сільська архітектура є хранителем традицій народної архітектури.
На відміну від професійної архітектури, народна архітектурна творчість не індивідуальна, а колективна, яка втілила багатовіковий досвід поколінь.

## Українська народна архітектура
Типологія будівель і споруд народної архітектури включає: житло — хати (постійне житло), колиби (сезонне житло), курені (тимчасове житло); господарські споруди, що утворювали комплекс двору, — комору, погріб, стайню, хлів, саж, курник. Клуня й тік розміщались окремо від двору, на городі; виробничі споруди — млини, вітряки, тартаки, сукновальні, олійні, крупорушки, кузні; громадські будівлі — школи, сільські управи, корчми, гамазеї; церковні будівлі — церкви, каплиці, дзвіниці.

### Архітектура церков

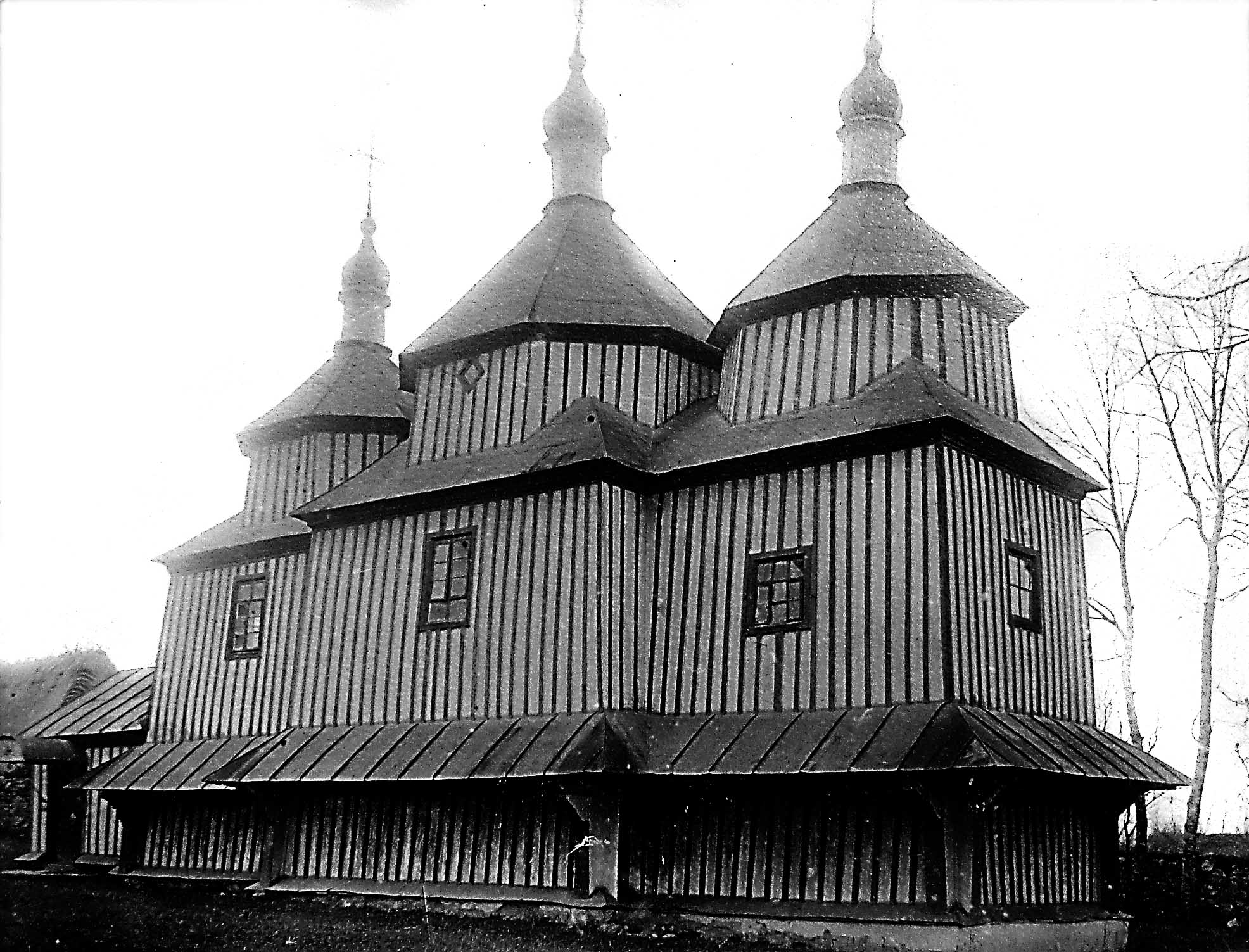
Церква святого Миколая в Січинцях

Народна архітектура українців багата типами споруд і оригінальна за їх формами. Вона стала спадкоємницею традицій, що сформувались на українських землях протягом попередніх тисячоліть. Й хоча великий вплив на становлення народної архітектури, характер будівель та їхнє розміщення мали природні умови, будівельні матеріали та способи будування, українці зуміли створити ориґінальні й характерні типи селянської хати та християнського храму, що є спільними для усіх земель, заселених українцями (це стосується як етнічних земель, так і діаспорного розселення).
У одній із давніх українських колядок співається: «Церкву збудую з трема верхами, з трема віконці». І справді тип храму, найбільш поширеного серед українських культових споруд, є переважно триверхим. Більшість зразків дерев'яної церковної архітектури, що походять з XVI—XX століть є власне церквами, що складаються в своїй основі з трьох зрубів (веж), центрально урівноважених. Тобто вища і ширша вежа розміщувалась посередині між притвором («бабинцем») і вівтарем. Кожна вежа має декілька заломів і завершується банею з ліхтарем і маківкою з хрестом. Дещо інший тип співвідношення розміру й висоти веж спостерігаємо в українських церквах Лемківщини. Квадратний зруб (вежа) із наметовим перекриттям (квадратним чи восьмикутним) є основою будівельної конструкції дерев'яної храмової архітектури українців. Якщо наметове перекриття є лише над середнім зрубом, то це однобанна (одноверха) церква, коли ж над всіма трьома зрубами — трибанна. Інколи до середнього зрубу з південного і північного боків долучено ще по одному зрубу — таким чином будується п'ятибанна церква. Коли ж у цій останній заповнювати зрубами западаючі кути, то утвориться дев'ятизрубна будова. У всіх варіантах над центральним зрубом верх найвищий, над бічними ж верхи нижчі, а над кутовими — ще нижчі. Донині збереглась лише одна така вертикально-центрична церква з дев'ятьма верхами — козацький дерев'яний собор XVIII століття в Новомосковську.
З другої половини XVI століття в дерев'яному будівництві України починають практикувати шести- та восьмикутні зруби, що помітно посилювало пластичну виразність будови. Тоді ж почали усталюватись естетичні засади храмобудування. Наприклад, головні точки церков часто вписуються у рівносторонній трикутник або ж рівнораменний хрест.
Зовні українські церкви зашальовувались дошками, покрівля ж була найчастіше з ґонту (дерев'яних дощечок). Вікна розташовувано довільно, але, як правило, досить високо над землею. Форма їх була прямокутна, квадратна чи кругла. Церкви не мали парадного фасаду. Будівлі вирішувались таким чином, щоб однаково естетично сприйматися з усіх боків. Більшість дерев'яних церков мають своєрідний дашок-опасання по периметру. Окремим архітектурно вагомим елементом було оформлення дверей, що вели безпосередньо до церкви, і надглавних хрестів, що прикрашалися вибагливим кованим орнаментом.

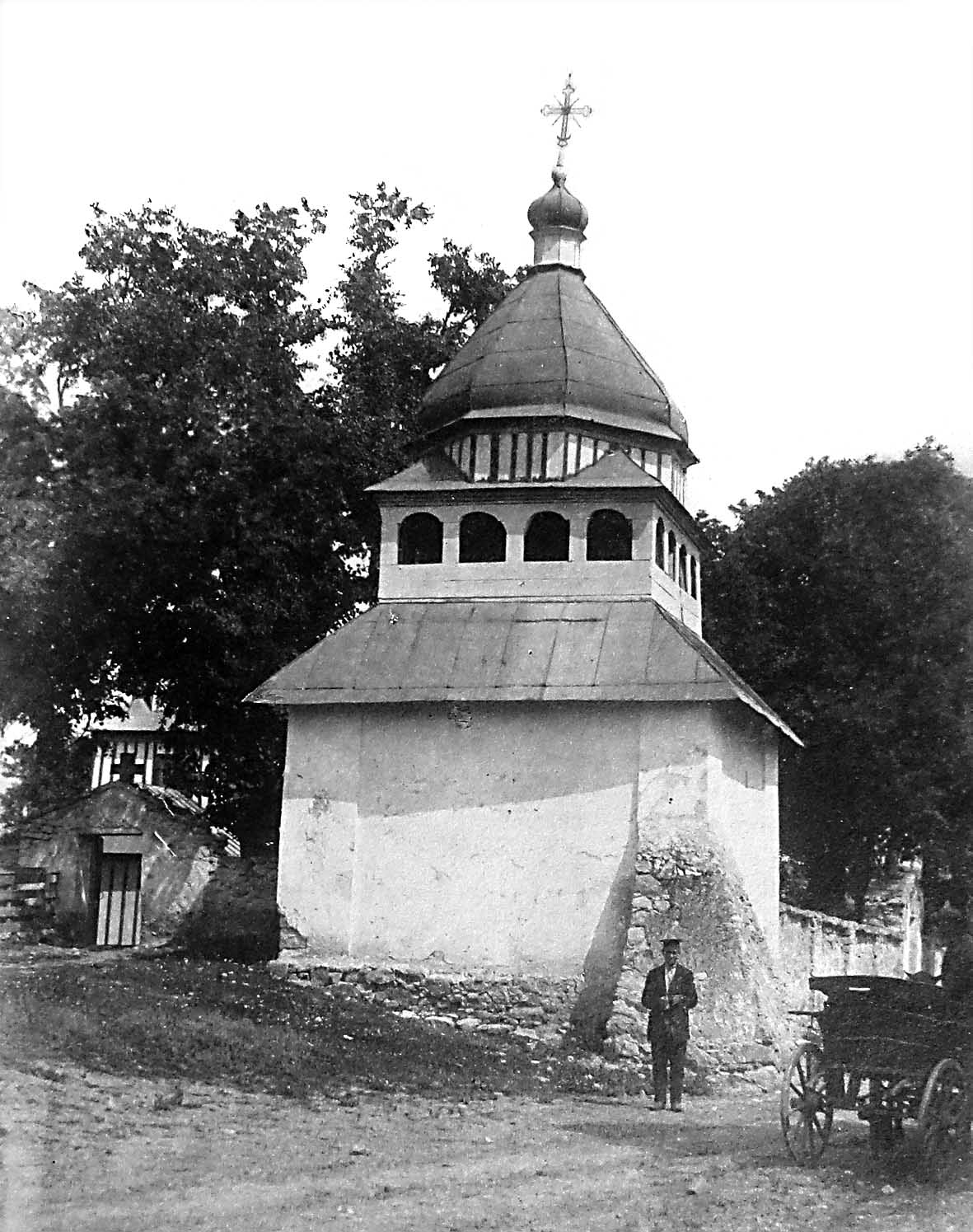
Дзвіниця церкви Святого Миколая в Січинцях

У внутрішньому просторі церков цікавою є одна характерна закономірність. На око українська церква завжди видається на 20 відсотків вищою від реальних розмірів. Такий зоровий ефект можливий завдяки спеціальному цілеспрямованому комбінуванню внутрішніх об'ємів зрубів і верхів (бань). Ця будівельна закономірність вперше науково обґрунтована і підтверджена математичними розрахунками професора В.Щербаківського (1913 р.). Вона досить активно використовувалась також народними майстрами в архітектурі іконостасів, як і в архітектурних принципах мурованих церков (власне того напрямку мурованого будівництва, що перейняв традиції народного дерев'яного будівництва (наприклад, Волоська церква і Каплиця трьох святителів у Львові).
Невід'ємною рисою церковного ансамблю в Україні були дзвіниці. Їх висота та форми залежать від архітектури церкви. Коли дзвіниця стоїть безпосередньо біля церкви, її форми безпосередньо повторюють форми веж церкви. Традиційно українські дзвіниці, як і церкви, бувають одно- чи багатоярусними, з ґалерейками і опасаннями дашком по периметру будівлі або ж без них (рідше), на зрубах чи каркасні (в Галичині), або ж на зрубі церкви над бабинцем (на Лемківщині).
Інтер'єри церков визначались іконостасами — з липового, добре висушеного дерева (до 30 років), наскрізь різьбленими й золоченими. Складалися іконостаси з 5, 6 і навіть 7 ярусів. Ікони («образи») відділялись різьбленими колонками. Зрідка ікони були скульптурними різьбленими.
Іще однією характерною особливістю українських народних церков і церковних ансамблів є ритм, який відіграє тут таку саму роль, як і в музично-співочих композиціях. Усі об'єми, лінії конструкцій, деталі й оздоби церкви пов'язані єдиним ритмом й витворюють неповторну архітектурну симфонію.
Дуже поширеними будівлями були також каплиці, що їх ставили на роздоріжжях та узбіччях доріг. Вони мають прямокутну форму, дво- або чотирисхилі дахи. Вхід облаштовувався із причілкової (вужчої) стіни, перед ним часто було піддашшя, підтримуване двома стовпчиками.

### Архітектура житла

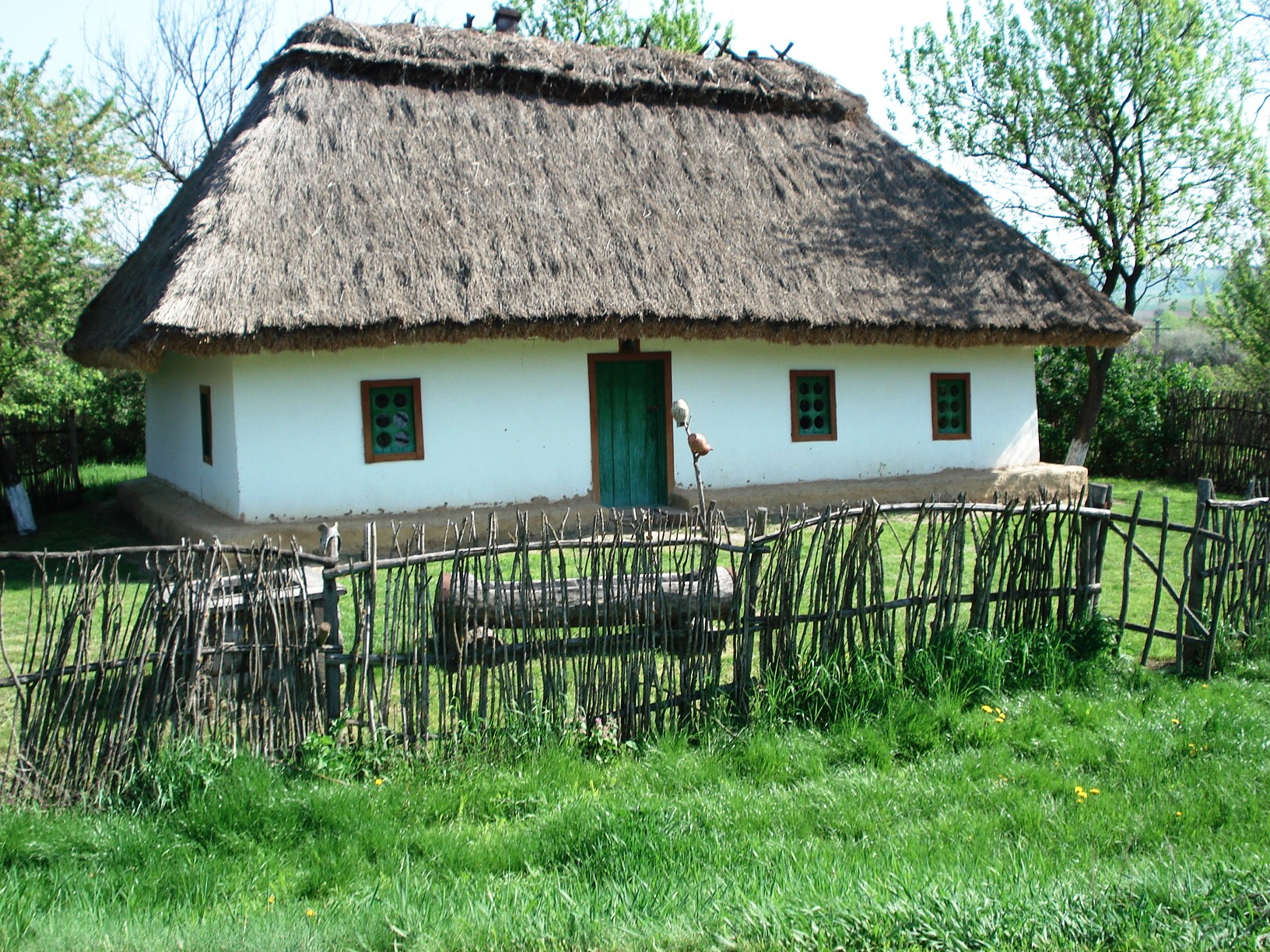
Мазанка

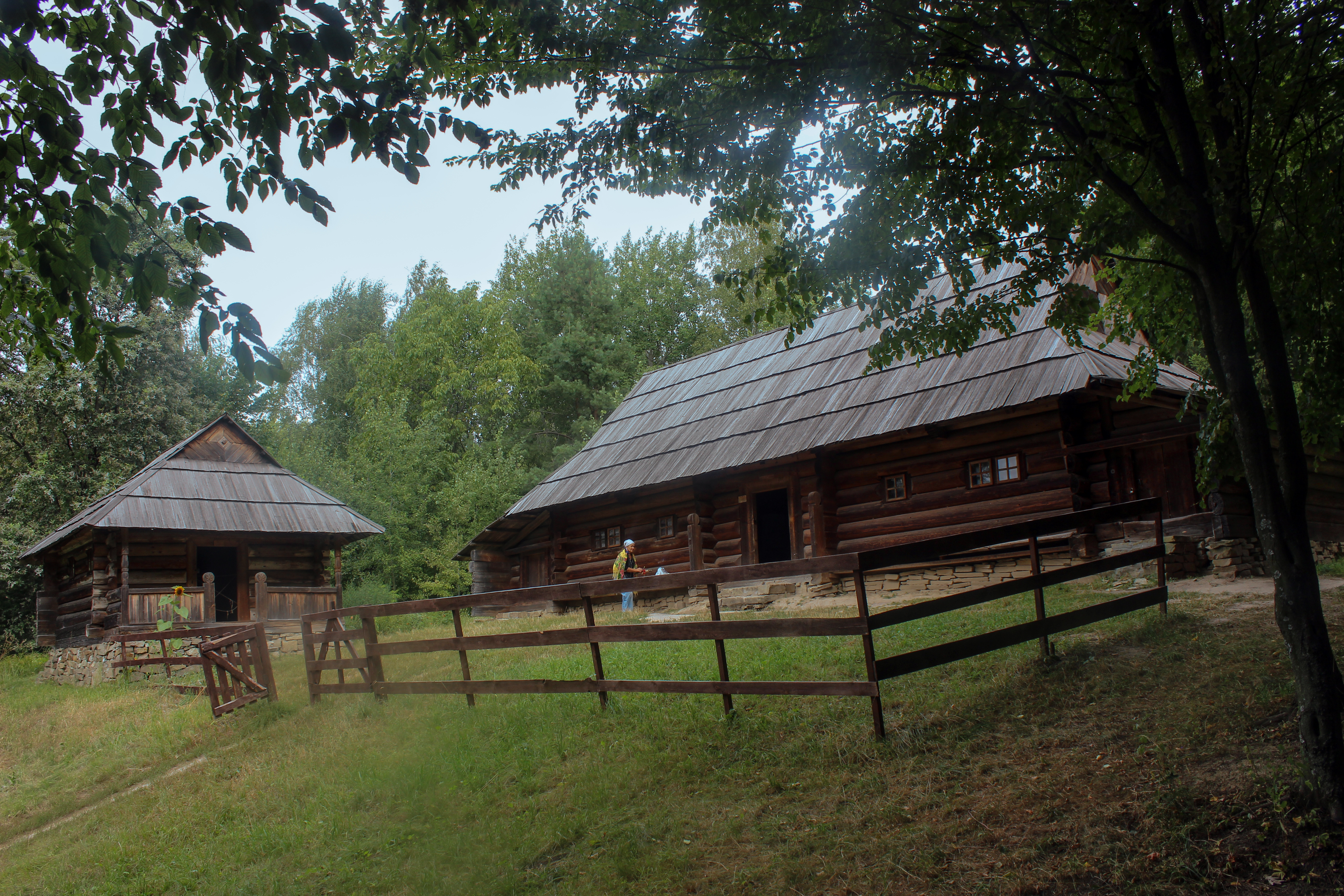
Хата на Гуцульщині

Архітектурний характер житлових та господарських будівель багато у чому визначається природними, кліматичними умовами місцевості і — відповідно — використовуваними будівельними матеріалами. У багатих лісом районах будівлі віддавна зводили з дерева, у степу — з глини, соломи і каменю, у зоні лісостепу — із глини, соломи, дерева. Але тип української хати є фактично єдиним на всіх територіях, заселених українцями (хоча в деталях існує ряд місцевих відмінностей). Повсюди панує тридільний тип хати із входом з поздовжньої південної сторони. Входять завжди у сіни. З одного боку сіней власне хата («світлиця»), яку іноді перегороджують на хату і так звану кімнату, з другого боку — комора, що часом перетворюється на другу хату. Відділені від сіней перегороджуванням кімнати звуться «ванькир», а прибудовані до сіней — «хитя» чи «хитка». Складніші типи хат постають із тридільної засобом перегороджування.

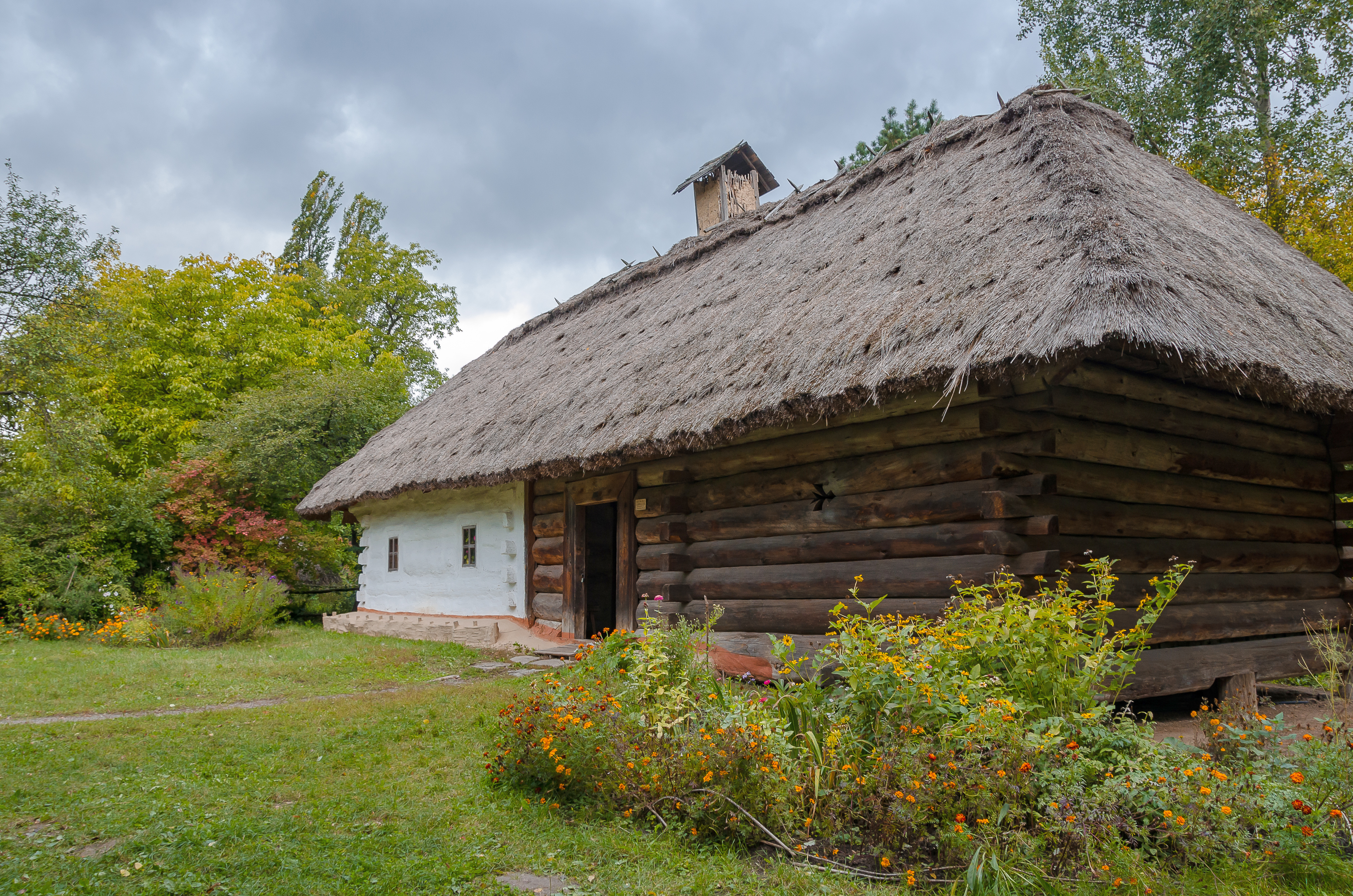
Українська хата

Внутрішнє планування хати також є сталим практично для всієї території України. По один бік входу з сіней стоїть піч, з другого боку дверей — «мисник», або «полиця» для посуду. Між піччю і причільною стіною — «піл» (дерев'яний поміст для спання) або ліжко. На покуті (кут між східним та південним вікнами) під образами — стіл із лавами уздовж стін (на західноукраїнських землях часом — розкладне дерев'яне ліжко-лава: «бамбетель») та ослоном. У кутку при печі біля дверей стоять «кочерги» або «коцюби», біля мисника — відро («зрізок») з водою. На покуті — на полицях чи на стінах — образи (домашні ікони), прикрашені квітами і зіллям, прибрані вишиваними рушниками, часом з лампадкою. При переділюванні на хату і кімнату над ліжком в головах у останній також вішали образи. До традиційних меблів також належали багато оздоблені скрині з майном дівчат і жінок, жердки над полом для розвішування одягу. Коли в хаті були немовлята, над полом підвішували колиску для дитини.
Двері в хатах — завжди одностулкові на металевих завісах, дах — чотирисхилий. Долівка — земляна, мазана глиною, або ж дерев'яна. Піч викладається з каміння, глини або кахлів (у гуцулів). Перед отвором печі буває припічок з глини або ж цегли, за піччю — запічок. Дим виводиться через комин, хоча в реґіоні Карпат збереглися також курні хати.

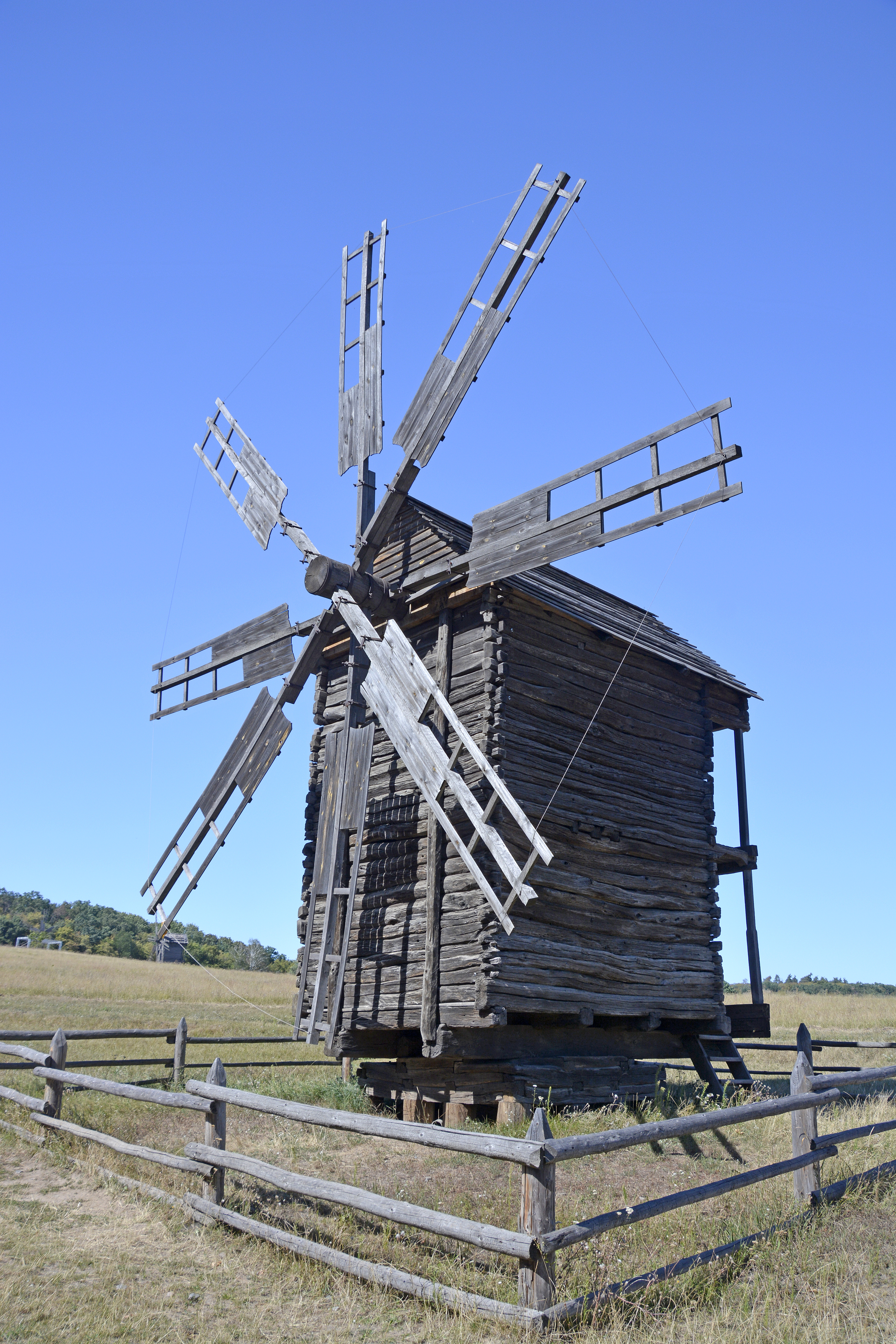
Вітряк з села Кудряве

Плани садиб відрізняються залежно від місцевості. В Карпатах хата з господарськими будівлями об'єднувалась під одним дахом (у лемків і бойків — витягнені в ряд, а в гуцулів — замкнені у своєрідну твердиню ґражду (високу огорожу з дахом). Огорожі бувають плетені («тин», «пліт», «ліса»), дерев'яні («паркани», «частоколи») або ж викладені з каменю чи у вигляді валу, обсадженого терням (на південних землях). Окремо від хати ставились комори, «стодоли», «клуні», «стайні», «хліви». На подвір'ї часто бувають «погребиці» чи «льохи». Великий сільськогосподарський реманент зберігають у «шопах», «возовнях», «колешнях».

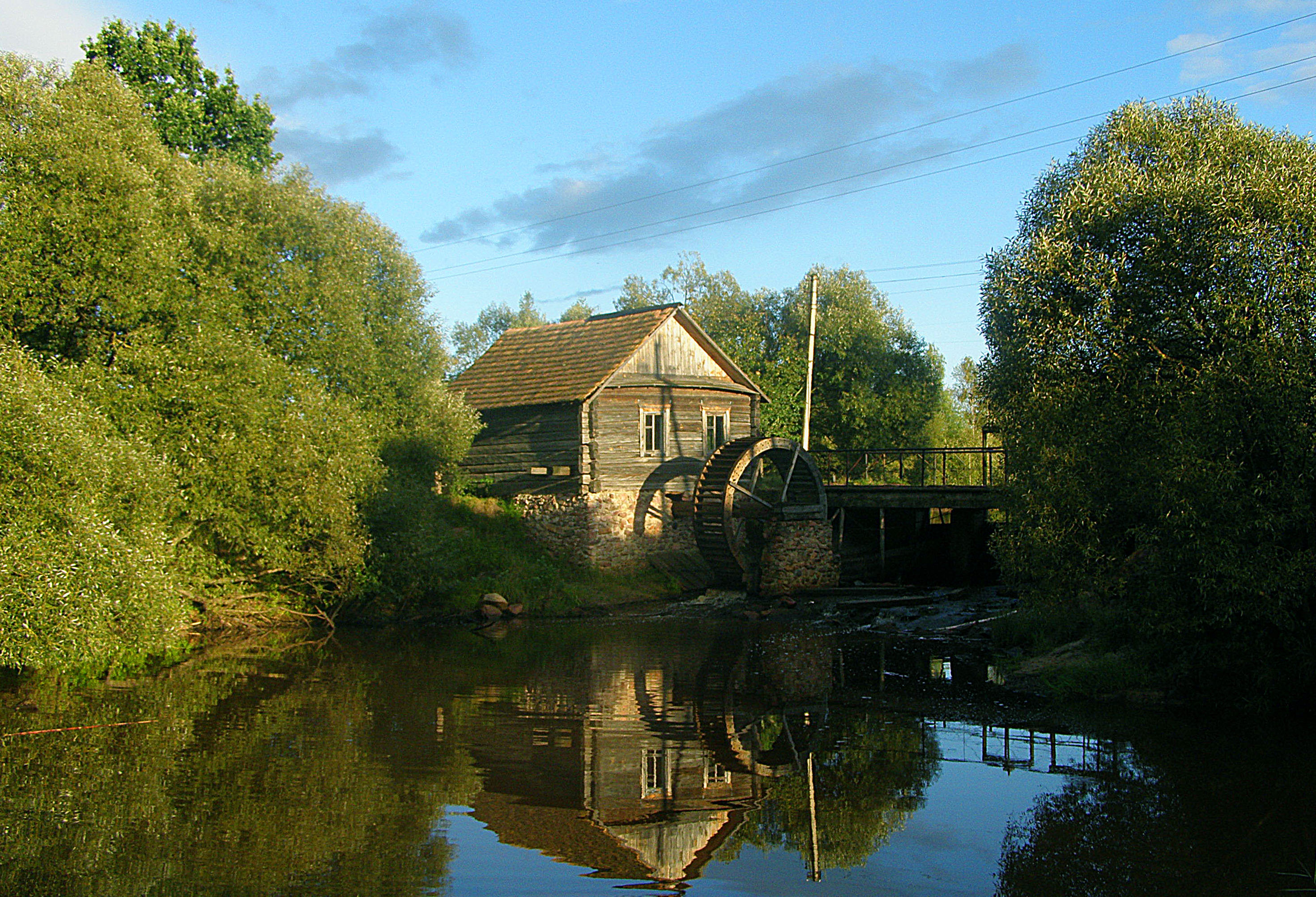
Водяний млин Селезівка

Із традиційних господарських будівель в Україні особливий інтерес становлять водяні млини і вітряки. Перші з'явились на території України в ХІІ столітті і поділяються на наливні і підливні. Наливні набули в Україні більшого поширення. Млини стали популярним суб'єктом (як і мірошники, борошно та ін.) народних прислів'їв, приказок, казок, леґенд, пісень.
У XVIII—XIX століттях на території України масового поширення набули й вітряки, з якими також пов'язано багато переказів, повір'їв та леґенд хліборобів-українців. Вітряки також бувають двох типів: кізлові («стовпівки» — більш давній тип) та наметові (шатрові).

## Галерея

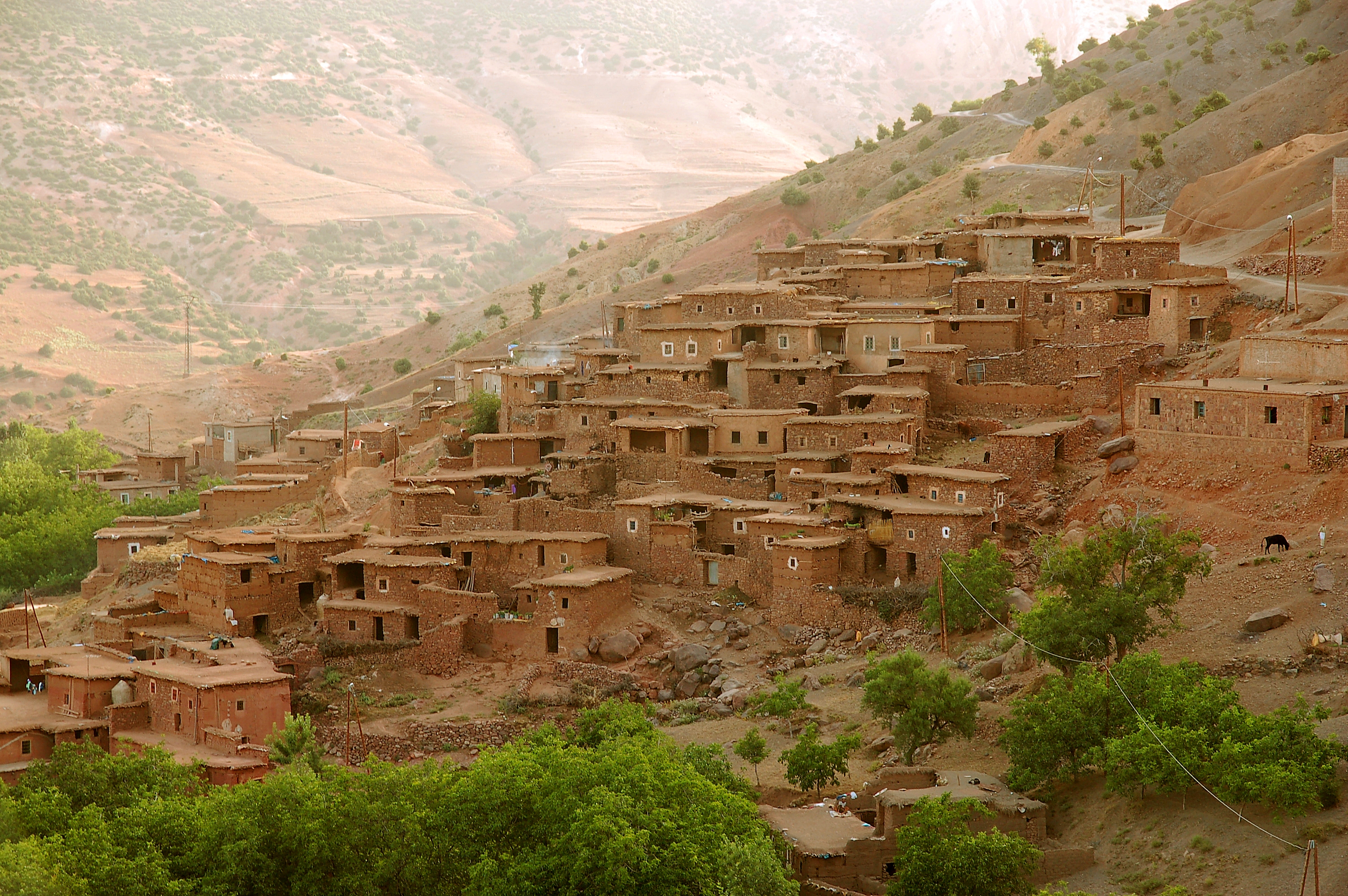
Марокко
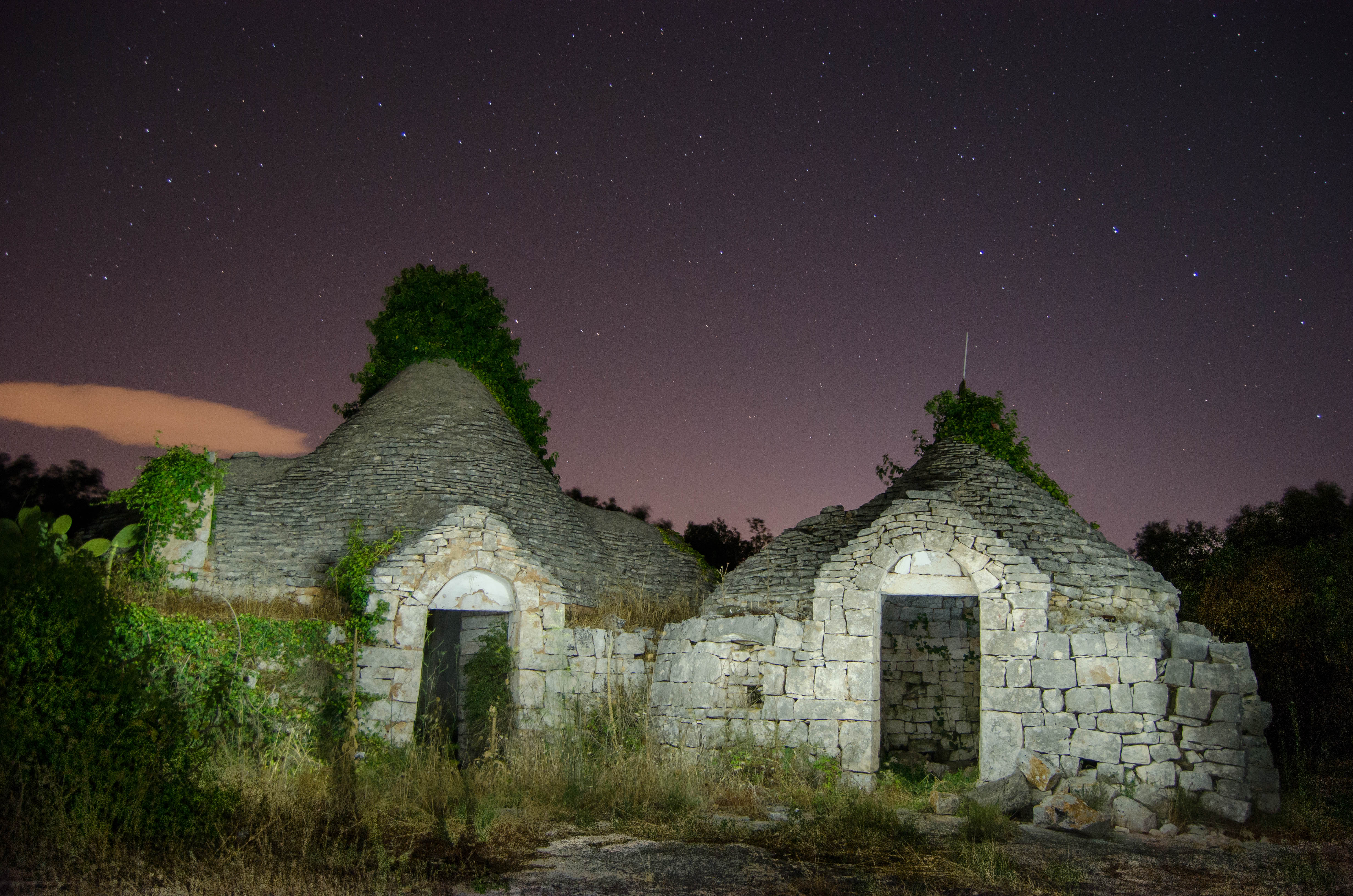
Труллі, Італія
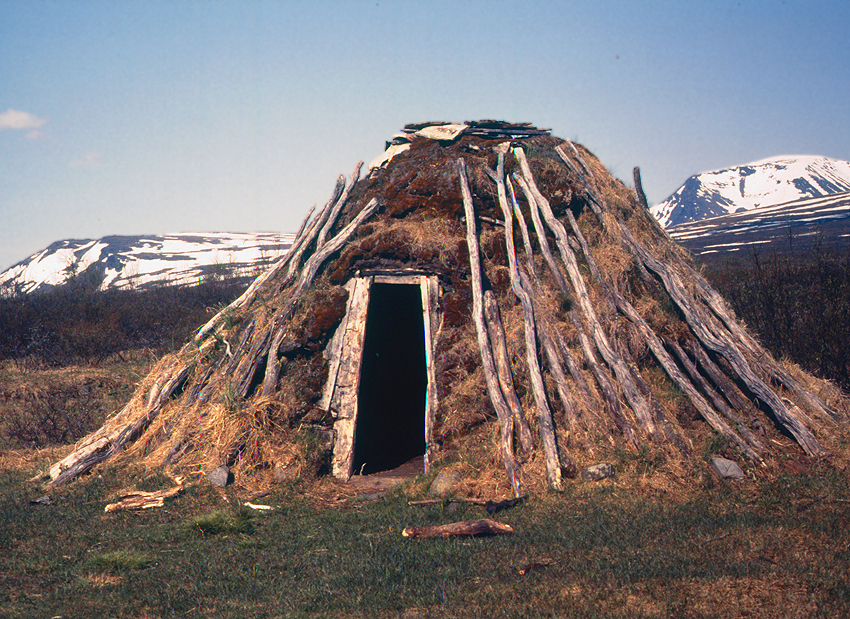
Саамська вежа, Сарек, Швеція
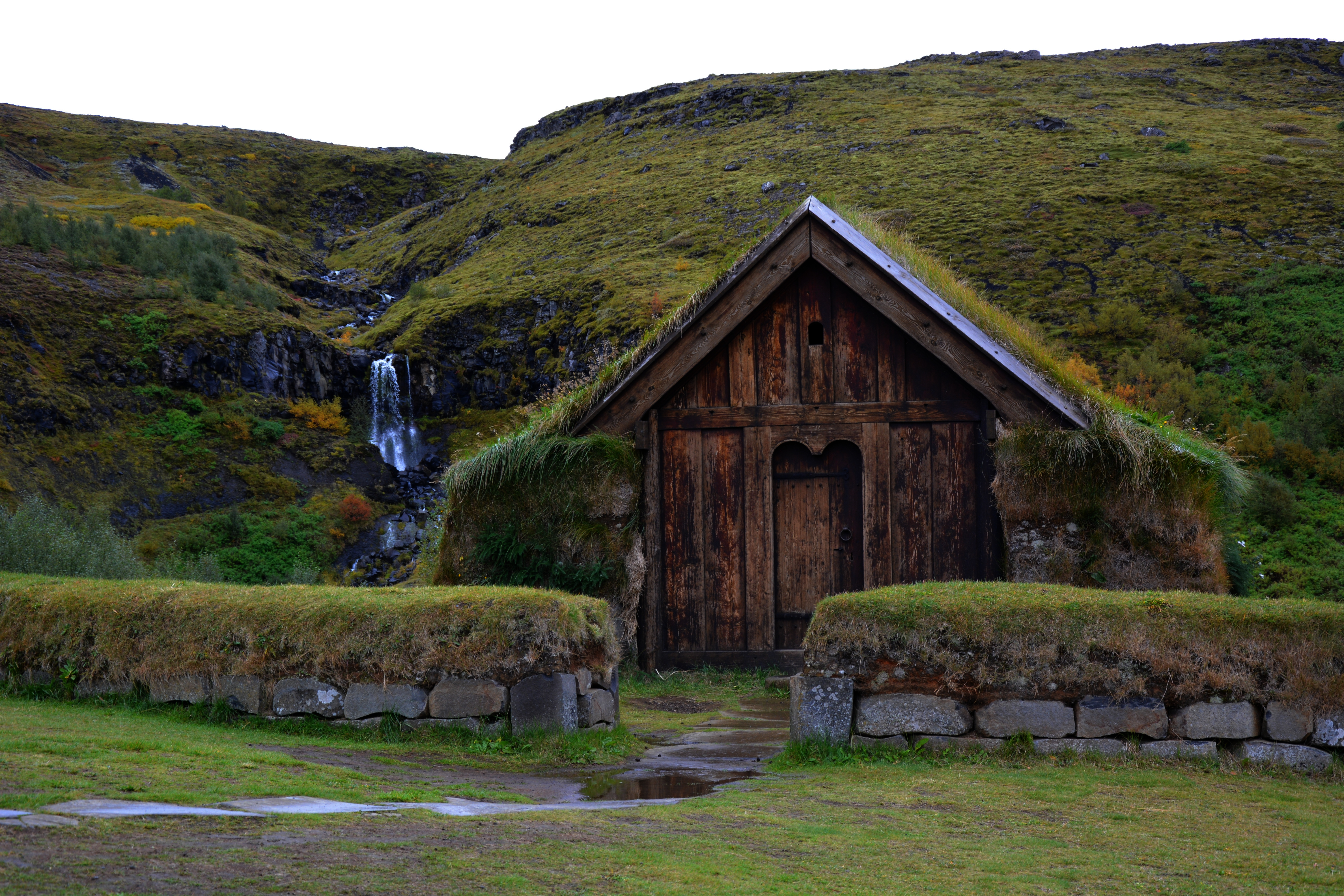
Дерновий будинок, Ісландія
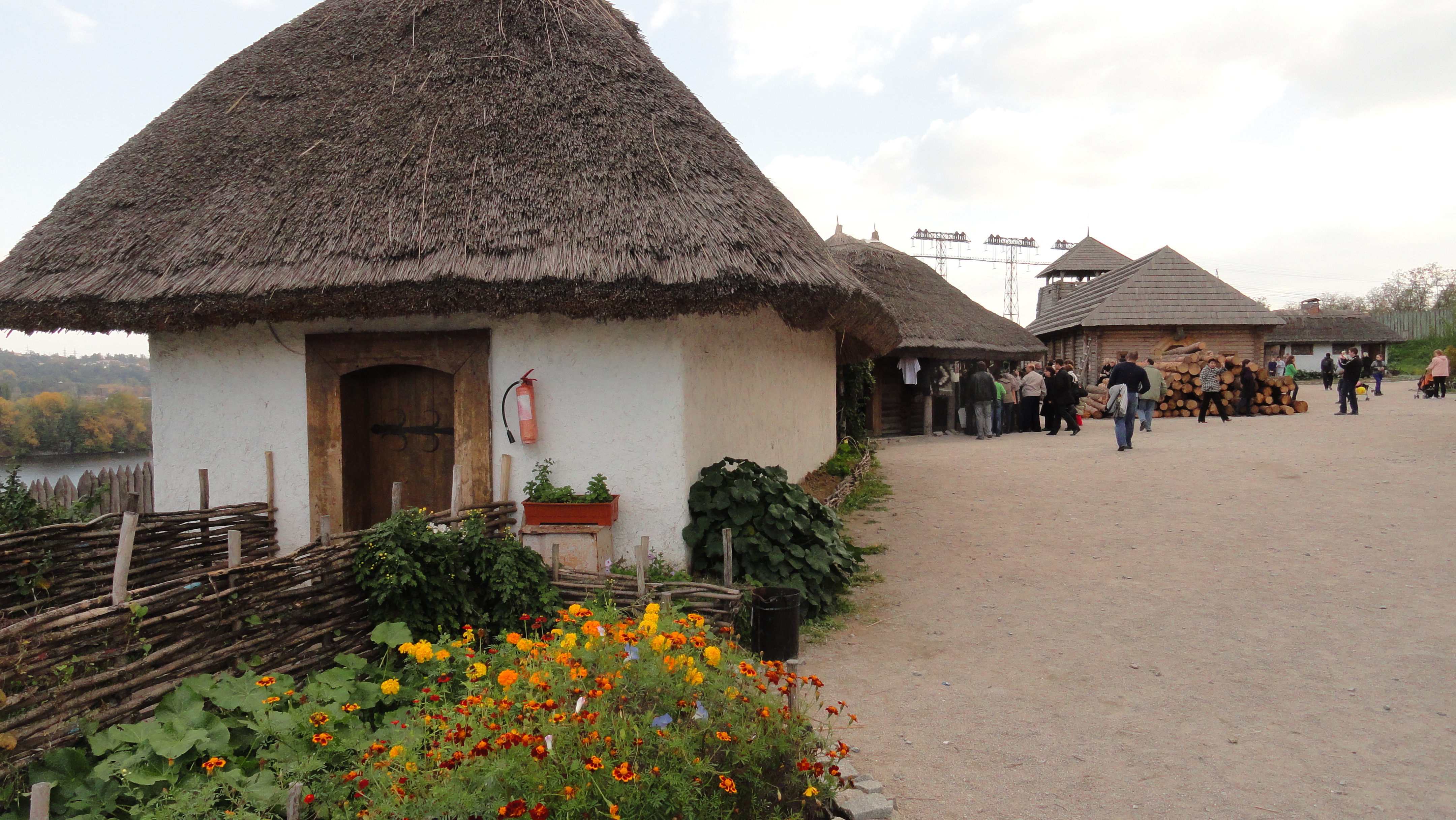
Мазанка, Україна
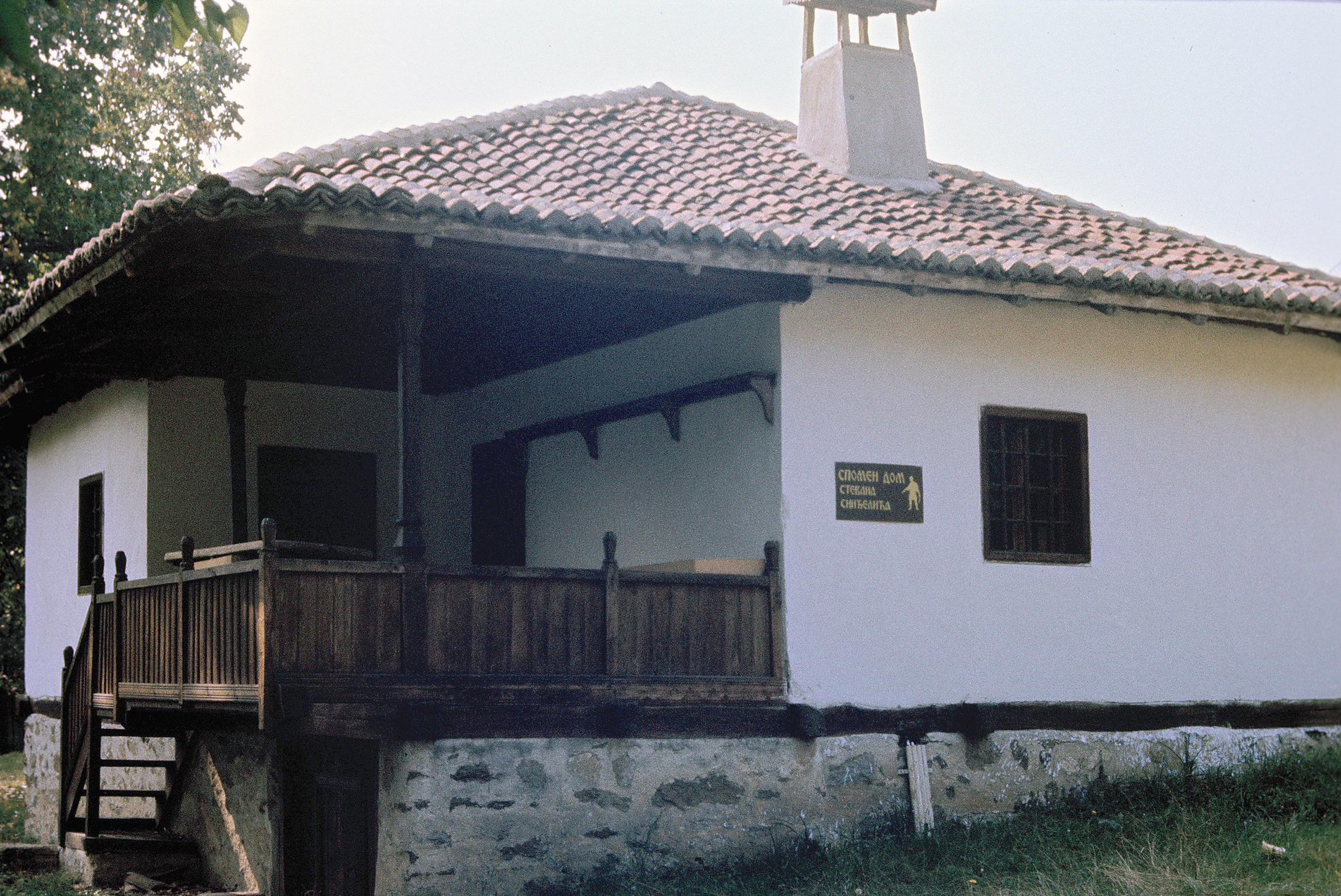
Сербія
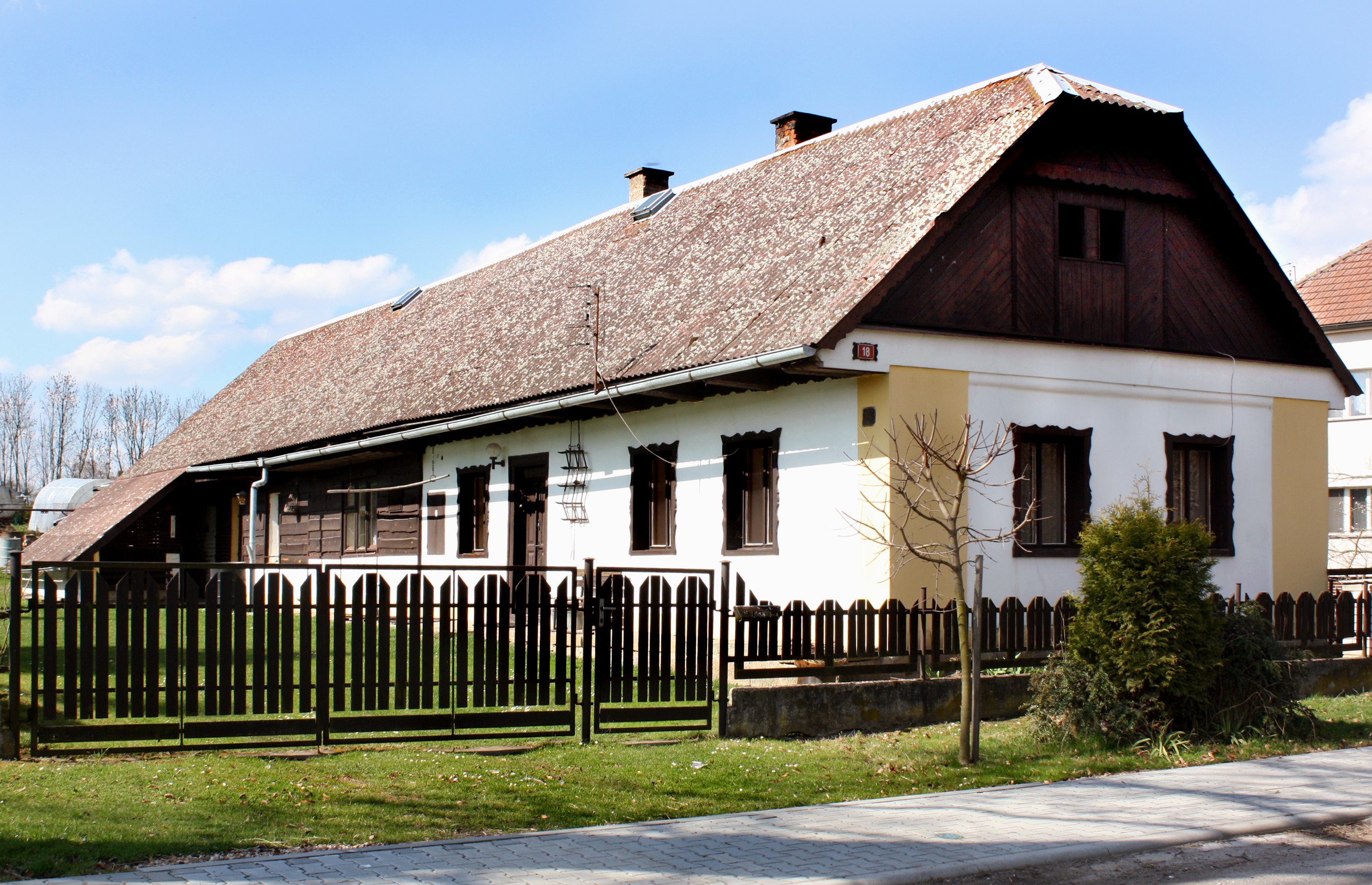
Чехія
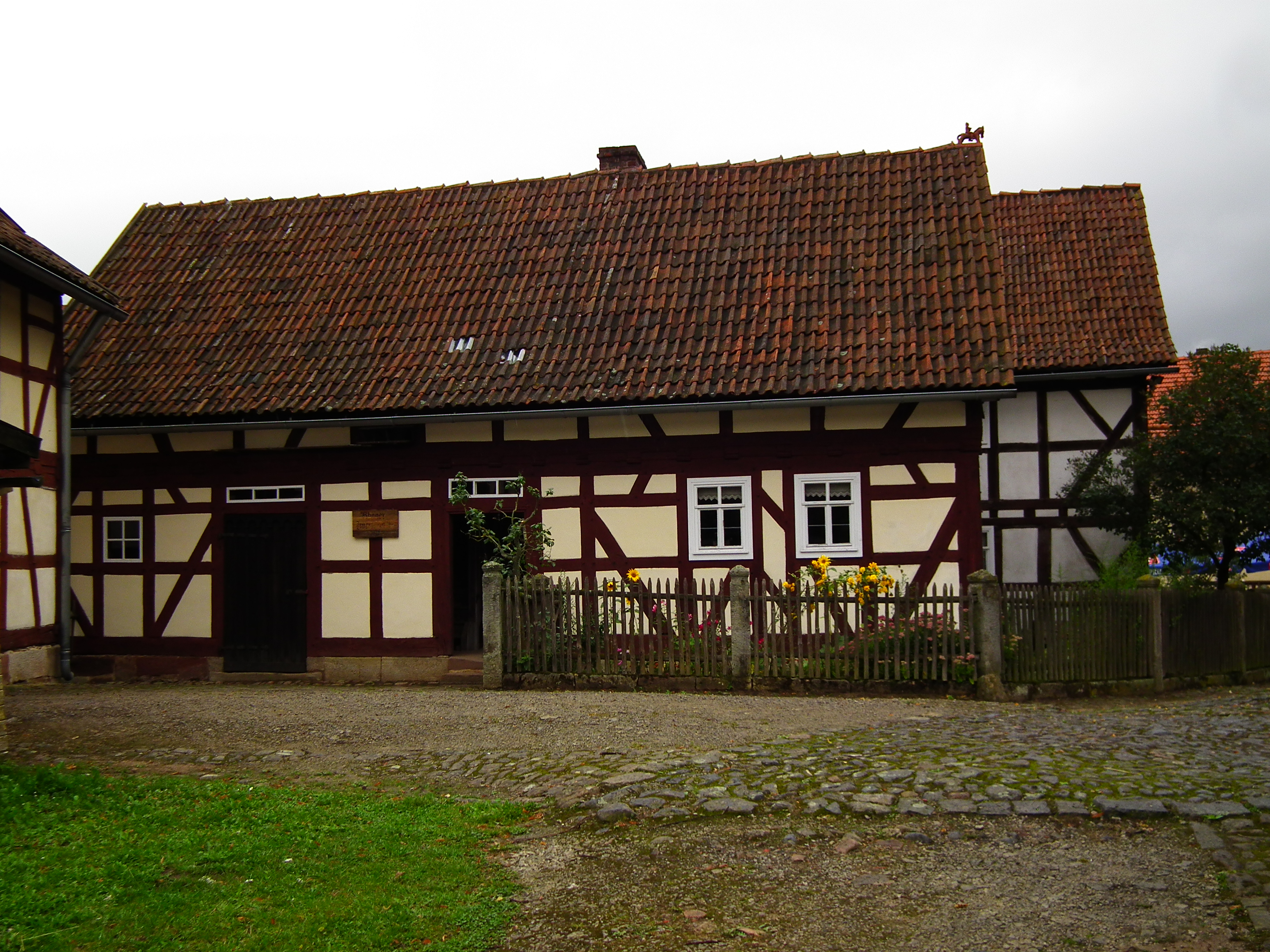
Німеччина
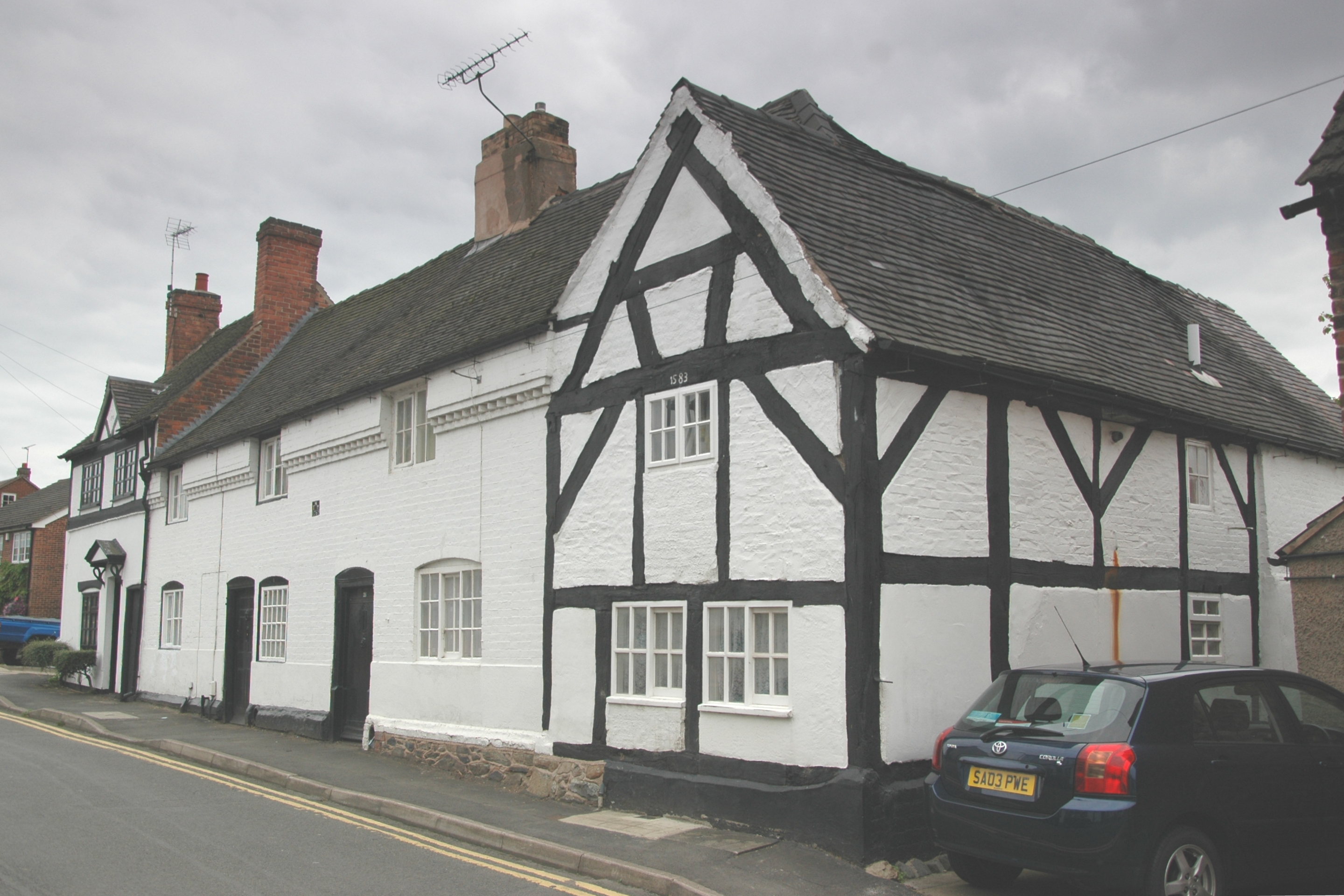
Англія
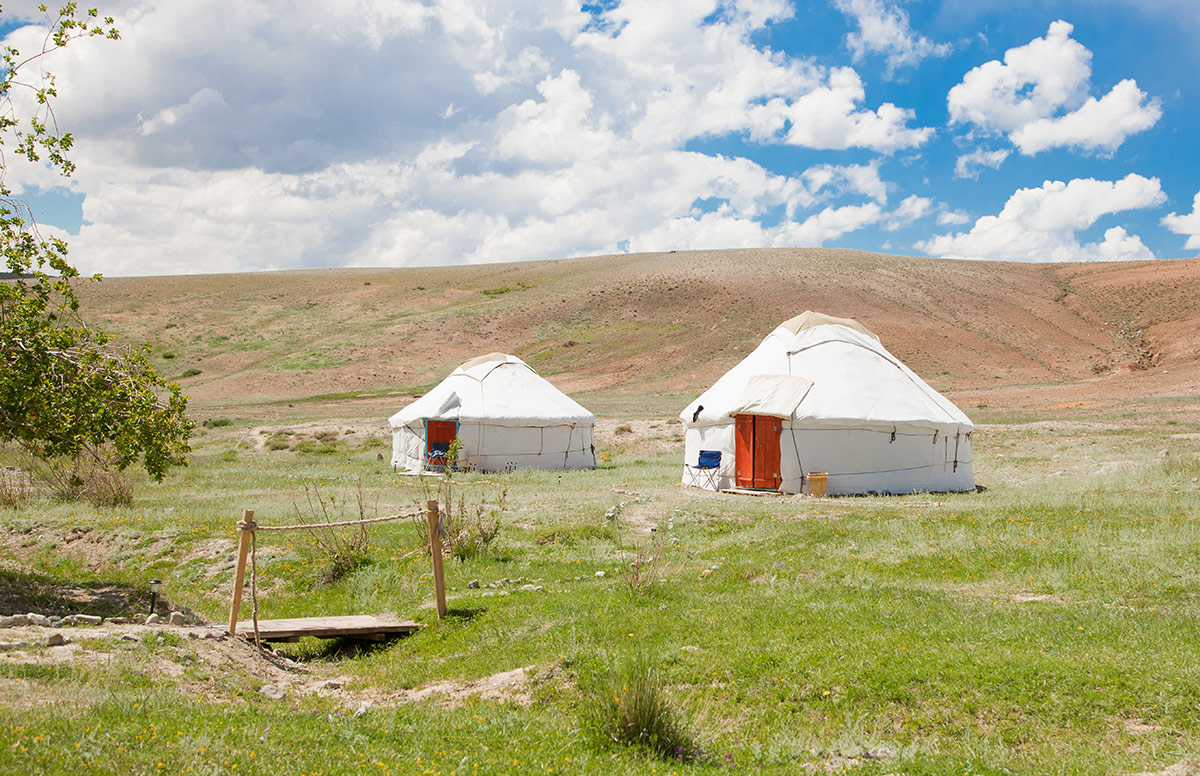
Алтайські юрти, Росія
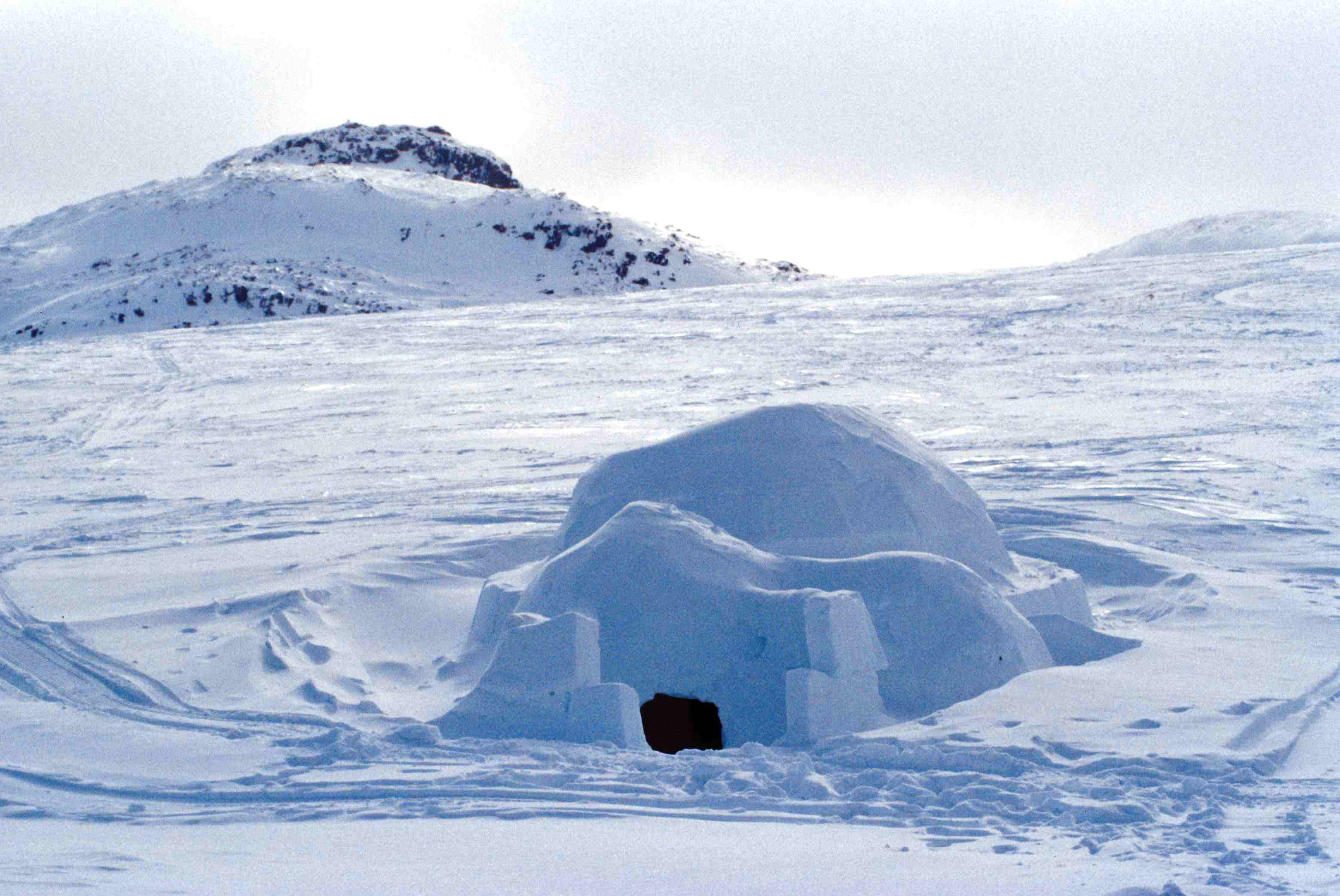
Ескімоська іглу, Канада
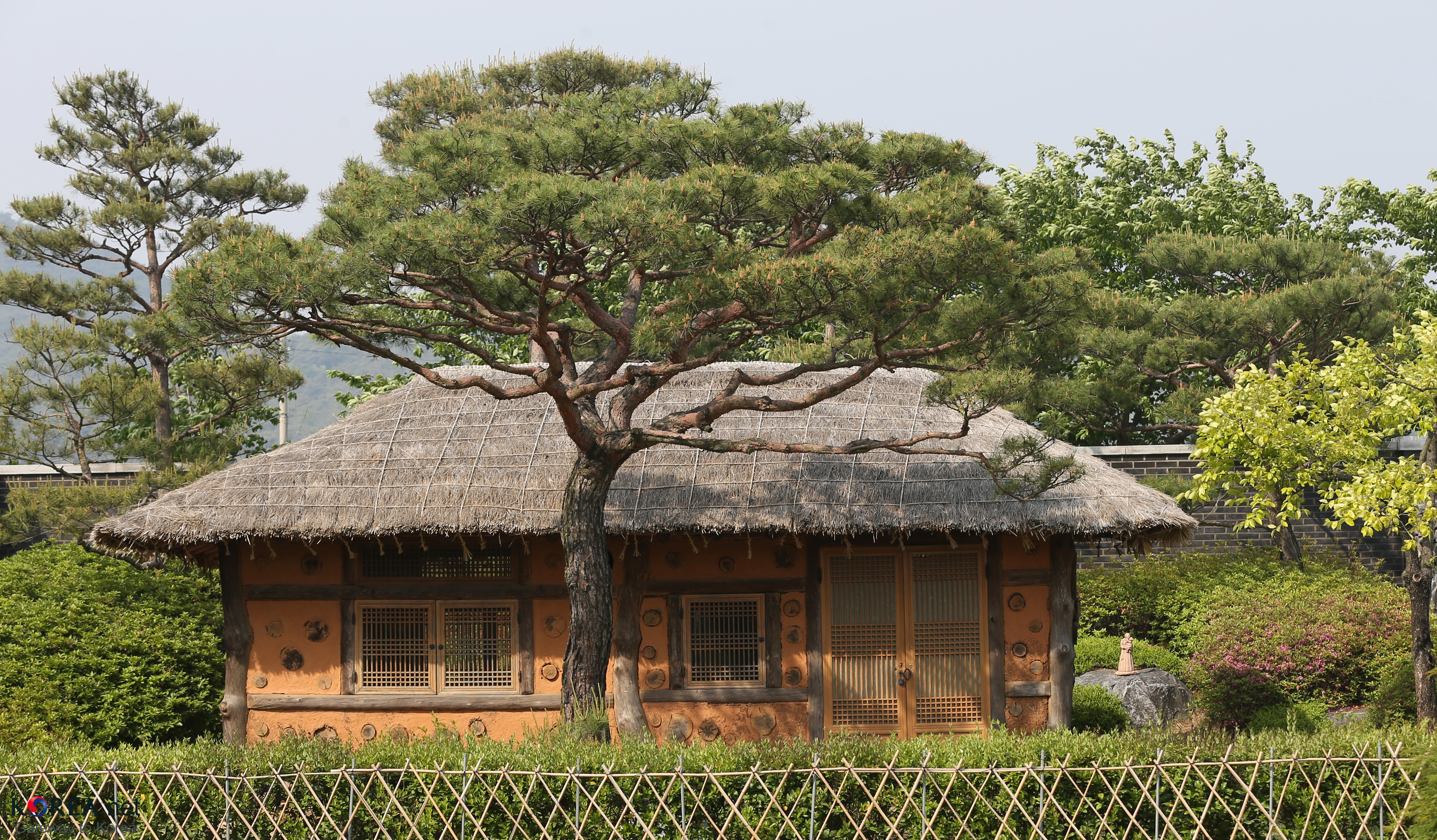
Південна Корея
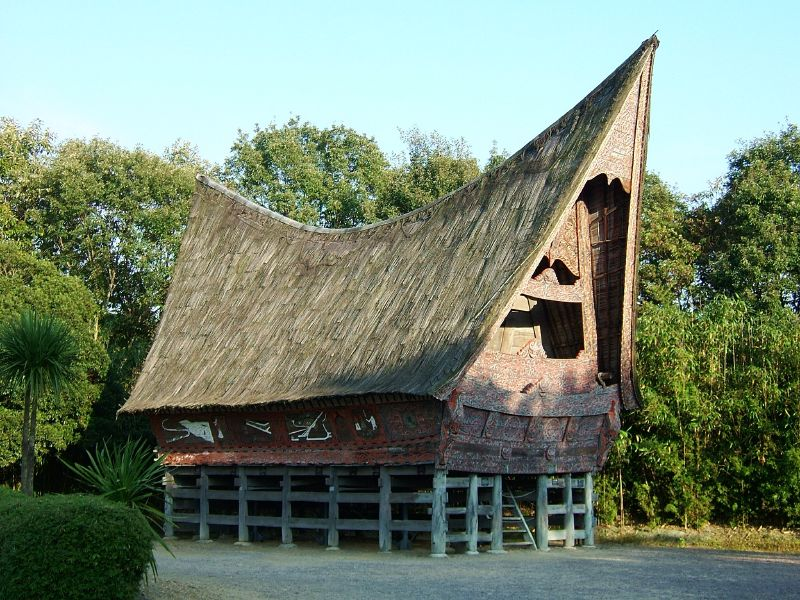
Будинок батаків, Індонезія
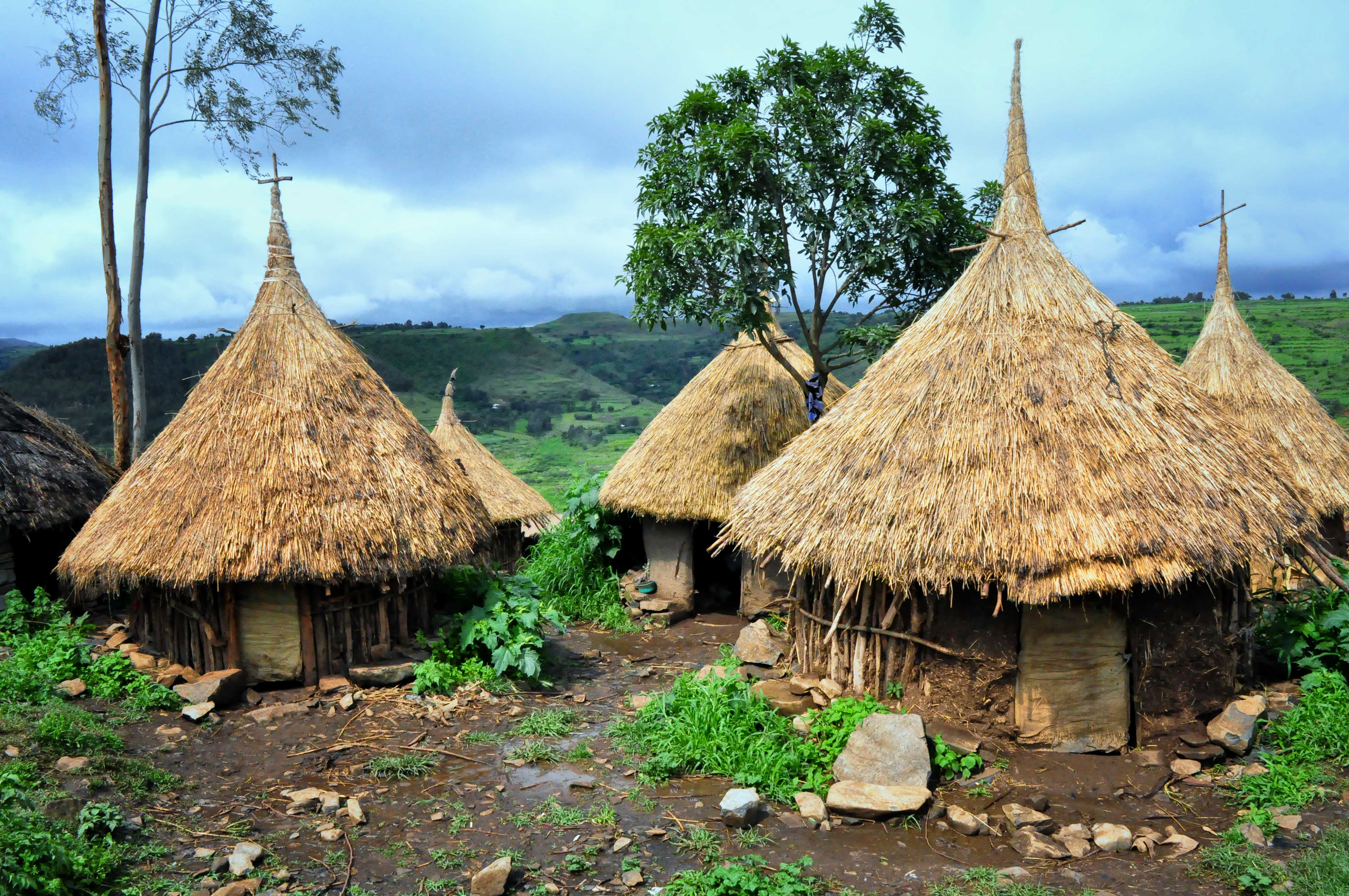
Ефіопія
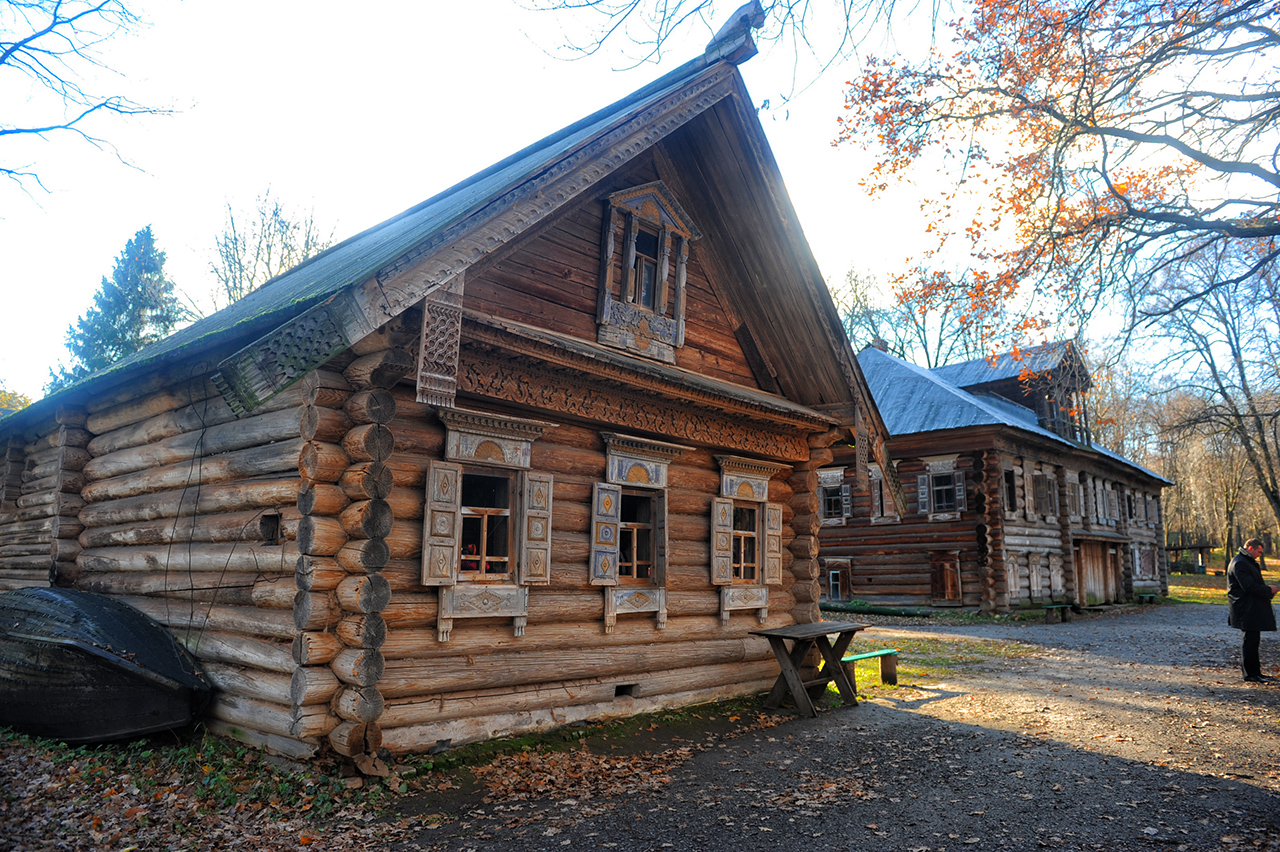
Ізба, Росія